# Anna Lambe
Anna Lambe és una actriu canadenca inuk d'Iqaluit, Nunavut. És principalment coneguda pel seu paper debut com Spring a la pel·lícula The Grizzlies del 2018, per la qual va rebre una nominació al Canadian Screen Award a la millor actriu secundària als 7th Canadian Screen Awards el 2019.
Lambe va fer el seu debut cinematogràfic a la pel·lícula The Grizzlies del 2018, basada en una història real, com a Wynter Kuliktana Blais. La seva professora de teatre la va animar a fer una audició per al paper. La pel·lícula es va rodar a Iqaluit, la seua ciutat natal. La pel·lícula va rebre l'aclamació de la crítica i Lambe va ser nominada a la millor actriu secundària als 7th Canadian Screen Awards per la seva actuació.
El 2020, va tenir un paper secundari com a Sarah a la sèrie de televisió Trickster. A la 9a edició dels premis Canadian Screen Awards del 2021, va rebre una nominació a la millor actriu secundària en una sèrie dramàtica.